# Pongamos que hablo de...
Pongamos que hablo de... es un programa de televisión emitido por Atresplayer Premium y previamente en La Sexta. El formato se estrenó el 24 de mayo de 2020.

## Formato
A través de entrevistas con amigos, familiares o personajes relevantes del mundo audiovisual, y fragmentos de programas de televisión, Iñaki López descubre el lado más personal y desconocido de reconocidos artistas que han marcado un antes y un después en la historia de España. 

## Equipo

### Presentador
| Presentador | Información              | Temporadas | Temporadas | Temporadas |
| Presentador | Información              | 2020       | 2021       | 2023       |
| ----------- | ------------------------ | ---------- | ---------- | ---------- |
| Iñaki López | Periodista y presentador |            |            |            |

## Temporadas y episodios
| Temporada | Protagonista/s      | Fecha de estreno en Atresplayer Premium | Fecha de estreno en La Sexta | Audiencia      |
| --------- | ------------------- | --------------------------------------- | ---------------------------- | -------------- |
| 1         | Joaquín Sabina      | 24 de mayo de 2020                      |                              |                |
| 1         | Joaquín Sabina      | 31 de mayo de 2020                      |                              |                |
| 1         | Joaquín Sabina      | 7 de junio de 2020                      |                              |                |
| 2         | Pedro Almodóvar     | 25 de octubre de 2020                   | 12 de julio de 2023          | 439 000 (4,4%) |
| 2         | Pedro Almodóvar     | 1 de noviembre de 2020                  | 12 de julio de 2023          | 323 000 (4,0%) |
| 2         | Pedro Almodóvar     | 8 de noviembre de 2020                  | 12 de julio de 2023          | 301 000 (5,2%) |
| 3         | Mecano              | 22 de noviembre de 2020                 | 14 de junio de 2023          | 832 000 (6,5%) |
| 3         | Mecano              | 22 de noviembre de 2020                 | 14 de junio de 2023          | 545 000 (5,5%) |
| 3         | Mecano              | 22 de noviembre de 2020                 | 14 de junio de 2023          | 429 000 (6,5%) |
| 4         | Penélope Cruz       | 6 de diciembre de 2020                  | 5 de julio de 2023           | 564 000 (4,9%) |
| 4         | Penélope Cruz       | 6 de diciembre de 2020                  | 5 de julio de 2023           | 400 000 (4,1%) |
| 4         | Penélope Cruz       | 6 de diciembre de 2020                  | 5 de julio de 2023           | 263 000 (3,5%) |
| 5         | Julio Iglesias      | 27 de diciembre de 2020                 | 21 de junio de 2023          | 490 000 (4,4%) |
| 5         | Julio Iglesias      | 27 de diciembre de 2020                 | 21 de junio de 2023          | 271 000 (3,3%) |
| 5         | Julio Iglesias      | 27 de diciembre de 2020                 | 21 de junio de 2023          | 241 000 (4,0%) |
| 6         | Camela              | 21 de marzo de 2021                     | 28 de junio de 2023          | 496 000 (4,5%) |
| 6         | Camela              | 28 de marzo de 2021                     | 28 de junio de 2023          | 345 000 (4,2%) |
| 6         | Camela              | 4 de abril de 2021                      | 28 de junio de 2023          | 283 000 (4,9%) |
| 7         | Ronaldo             | 12 de septiembre de 2021                | 26 de julio de 2023          | 347 000 (3,5%) |
| 7         | Ronaldo             | 19 de septiembre de 2021                | 26 de julio de 2023          | 228 000 (3,0%) |
| 7         | Ronaldo             | 26 de septiembre de 2021                | 26 de julio de 2023          | 215 000 (3,8%) |
| 8         | Dulceida            | 21 de noviembre de 2021                 |                              |                |
| 8         | Dulceida            | 28 de noviembre de 2021                 |                              |                |
| 8         | Dulceida            | 5 de diciembre de 2021                  |                              |                |
| 9         | La Ruta del Bakalao | 22 de enero de 2023                     | 19 de julio de 2023          | 285 000 (2,4%) |
| 9         | La Ruta del Bakalao | 29 de enero de 2023                     | 19 de julio de 2023          | 284 000 (3,2%) |
| 9         | La Ruta del Bakalao | 5 de febrero de 2023                    | 19 de julio de 2023          | 281 000 (4,5%) |
| Total     |                     |                                         |                              |                |